# 正一道
正一道是宋朝、元朝形成的道教宗派，源自於漢朝的五斗米道。全稱作「正一盟威之道」，奉张天師为首领，道术以画符念咒为主，道士一般娶妻生子，不必出家。按南宋金允中《上清靈寶大法》的記載，正一宗壇在信州之龍虎山，受正一之籙，行天心正法。
原始派，崇尚與道德如孝，忠，仁，義等。追求自然之道，又有少數人稱其為守一道。以祭天地，祖先為傳統。古時在黃河流域南北廣受追隨。原始派因遵循自然之理，不必出家受戒，不忌婚娶。
元以后为上清派、灵宝派和天师道等的总称。宋嘉熙三年（1239），宋理宗命第三十五代張天師张可大提举三山（龙虎山、茅山、阁皂山）符箓兼御前诸宫观教门公事，主领龙翔宫，赐号“观妙先生”。元成宗大德八年（1304）授三十八代张天师张与材“正一教主，主领三山符箓”，为正一道形成的标志。明初，官方承认的道教只有全真、正一等兩派，天师派以外的符箓诸派，包括禪和派、神霄派、清微派、天心派、东华派、净明道、太一道等，皆被视为正一派的分支。
在明世宗嘉靖時期這一派地位很高，代表人物有邵元節和陶仲文。

## 科儀
- 香港殯儀的儀式多採正一道的儀式，如破地獄、擔幡買水。

## 張天師
歷朝帝王追加了歷代張天師不少“封号”与“赠号”。龙虎山也成为正一天师道的祖庭，歷代張天師原居“龍虎山嗣漢天師府”，直至第63代張天師張恩溥，中華民國三十八年（1949年）2月，第63代天師张恩溥應國民政府蔣介石的邀請，陪同遷往台灣，自1949年，道教正一派張天師的傳承就到台灣扎根，中華民國五十八年（1969年）12月底，張恩溥天師病故于臺北，其後由其堂侄張源先接任第64代天師，張源先放2008年安詳仙逝，在翌年2009年6月，第65代張天師張意將在台北襲職，在彰化設有“正一嗣漢張天師府”的張意將現為第65代張天師，資料顯示，張意將乃第62代天師張元旭之後人。
自第四代天師張盛移居江西龍虎山，「龍虎」即與天師道緊密連結。民國38年，國民政府來台，第六十三代天師張恩溥隨之來台，道統轉移至台灣。
第六十五代天師張意將自幼生長在雲林農村，學齡前曾被祖父帶往山區修習基本道法。陞座襲職之前，除了國內求學，並留學日、英，堪稱道教歷來學經歷最為完整之掌教教主。第六十五代天師張意將於己丑年五月十八日（西元2009年6月10日）祖天師誕辰當天，依天師府內傳祖制及傳統道教儀程規範，假台灣台北市士林區劍南路「鄭成功廟」正式陞座襲職。

## 外部連結
- 黎志添：〈民國時期廣州市正一派火居道士營業道館分布的空間分析〉。
- 劉紅、曹本冶：〈天師道音樂的淵源及其影響與傳播〉。
- 吕鹏志：〈赣西北发现的天师经箓 （页面存档备份，存于）〉。
- 道教文化資料庫